# Birchot ha-Schachar
Die Birchot ha-Schachar (hebräisch בִּרְכוֹת הַשַּׁחַר; deutsch „Segnungen zur Morgendämmerung“) sind eine Reihe von jüdischen Gebeten, die zu Beginn des Morgengebets rezitiert werden.

## Beschreibung
Die Birkot ha-Schachar bestehen aus einer Reihe von Segenssprüchen, die am Anfang des Schacharit, vor der Akedah und vor den Opfern, den Korbanot, vorgetragen werden. Die Segenssprüche stellen Danksagungen an Gott für die Erneuerung eines Tages dar. Die Reihenfolge der Segenssprüche wird nicht von der Halacha definiert und kann in jedem jüdischen Gebetbuch (Siddur) leicht variieren. Das Gebet basiert auf der Reihenfolge der üblichen Aktivitäten nach dem Aufstehen.

## Die Segenssprüche
- Der Segensspruch Netilat Jadajim (hebräisch נְטִילַת יָדַיִם) für die rituelle Waschung der Hände folgt nach ritueller Unreinheit.[3]
- Ascher Jazzar (hebräisch אֲשֶׁר יָצַר אֶת הָאָדָם בְּחָכְמָה וּבָרָא בוֹ נְקָבִים נְקָבִים חֲלוּלִים) wird in der Regel nach der Benutzung der Toilette[4] rezitiert.[5]
- In dem Abschnitt Elohai neschama (hebräisch אֱלֹהַי נְשָׁמָה שֶׁנָּתַתָּ בִּי טְהוֹרָה אַתָּה בְרָאתָהּ אַתָּה יְצַרְתָּהּ אַתָּה נְפַחְתָּהּ בִּי) wird Gott für die Rückkehr der Seele gedankt. Laut Interpretation einiger verlässt die Seele während des Schlafes den Körper. Dieser Zustand wird dann als „Halbtod“ bezeichnet. Nach dem Erwachen wird der Körper mit der Seele wieder vereint.[3]
- Die Birchot haTorah (hebräisch בִּרְכוֹת הַתּוֹרָה) enthalten einige Segenssprüche für das Torastudium. Vor dem Sprechen dieser Segenssprüche, sollte die Tora, nach jüdischer Auffassung, nicht studiert werden. Einer der Segenssprüche für das Torastudium ist identisch mit dem Segensspruch, der vorgetragen wird, wenn jemand für zur Torah aufgerufen wird (eine Alija erhält).[6]